# El Mosquito
El Mosquito fue un periódico dominical argentino de características "satírico-burlescas". Salió entre el 24 de mayo de 1863 y el 16 de julio de 1893.

## Desarrollo
La parte gráfica, principal atractivo del periódico, consistía en caricaturas de los personajes y hechos del momento. Los ejemplares traían consideraciones sobre las Fiestas Mayas y un breve contenido literario, junto con la incorporación de publicidad, algo novedoso en la época. 
El 2 de abril de 1868, El Mosquito se convirtió en diario, aunque mantuvo la entrega dominical destinada a las caricaturas. Incorporó noticias, crónicas del extranjero, boletín de la Bolsa, manifiestos marítimos, avisos de remate y hasta un folletín, La senda de los ciruelos, de Paul de Kock, traducido por el español Julio Nombela. Al mes la iniciativa fracasó.
Luego de una crisis interna, en mayo de ese año, un nuevo dibujante comenzó su labor en el periódico, Henri Stein, quien pronto se convirtió en el caricaturista oficial, con cuya labor, El Mosquito comenzó su época más activa y próspera.

## Editores y responsables del periódico
En sus comienzos, los editores eran los señores Mayer y Compañía. Luego de un tiempo, este cargo pasó a ser desempeñado por Mamerto García, y la distribución y publicidad por Ezequiel Leguina, subcontratista distribuidor de los más importantes periódicos del país.
En 1868, figura como editor-gerente Milhas Victor, y como redactor principal, Eduardo Wilde. En esta época comienza su labor Henri Stein, quien en 1872 figura como director-gerente y en 1875, director-propietario.

## Obra deEl Mosquito

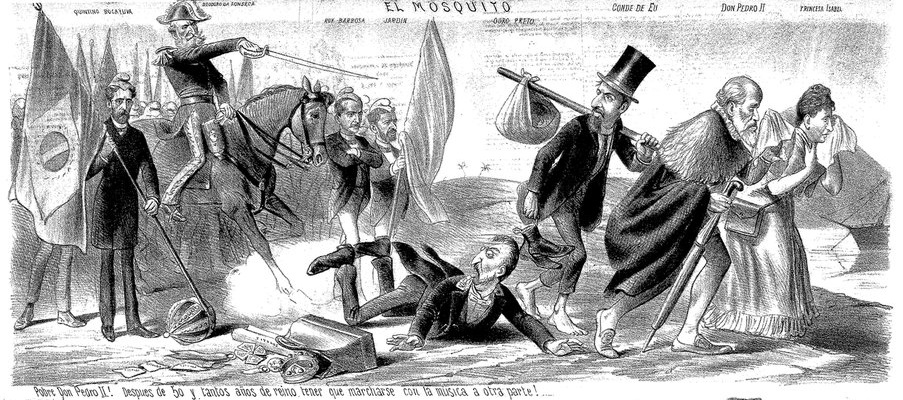
Proclamación de la República de Brasil (El Mosquito, 24/11/1889).

El surgimiento del periódico entró de lleno en una etapa de transformación, cuando el periodismo faccional daba lugar a uno más moderno, con nuevas características, objetivos e intereses. Por lo tanto, poseyó atributos de ambos, conformando un ejemplo de gran interés histórico de la época, tanto para el periodismo como para la sociedad.
El Museo del Dibujo y la Ilustración posee un centenar de ejemplares de El Mosquito y cuatrocientos de "Don Quijote", expuestos en la Biblioteca Nacional, la Feria del Libro de Buenos Aires y el Centro Cultural Borges. Tienen, aparte del valor plástico de sus litografías, un interés histórico excepcional, ya que en ellos se representan los hechos políticos y culturales a través del dibujo satírico.